# Hagakure
Le Hagakure  (shinjitai : 葉隠, littéralement « à l'ombre des feuilles » ou « caché dans le feuillage »), ou Hagakure Kikigaki (葉隠聞書), est un guide pratique et spirituel destiné aux guerriers.
Il s’agit d’une compilation des pensées et enseignements de Jōchō Yamamoto, ancien samouraï vassal de Nabeshima Mitsushige. Ses commentaires ont été recueillis par un jeune scribe nommé Tashiro Tsuramoto entre 1709 et 1716, mais ils n’ont été révélés que bien plus tard (au début du XXe siècle au public japonais) car gardés jalousement pendant plus de 150 ans par le clan Nabeshima. À l'origine, le Hagakure est formé de onze tomes.

## Titre originel
Le titre complet serait les Paroles de maître Hagakure, peut-être en référence au fait que Jōchō Yamamoto vivait caché, reclus dans une hutte. Certains pensent que le titre signifie que la sagesse de l'ouvrage est accessible à quiconque sait trouver le sens caché entre les lignes. Le Hagakure est aussi appelé Le Livre du Samouraï.

## Contenu
Bien qu'il ne s'agisse pas d'un traité mais d'une suite d'évocations et de réflexions d'un véritable samouraï, ce texte-fleuve expose l'essentiel du bushido, littéralement « la voie du combattant ». Ce code guerrier des samouraïs défend une éthique chevaleresque, dans laquelle l'honneur et la loyauté à son suzerain peuvent aller jusqu'au sacrifice de soi, mais aussi l'humilité et la discipline nécessaires quant à l'apprentissage et au perfectionnement dans « l'art de la guerre, de la vie et de la mort ».
Le Hagakure est composé de onze chapitres précédés d'une introduction intitulée « Une conversation tranquille au crépuscule ». Leur rédaction dura sept ans et tout laisse à penser que quelques anecdotes complémentaires furent ajoutées par le rédacteur Tashuiro Tsuramoto afin de rendre plus vivant le propos concis du samouraï devenu moine (d'où le changement de prénom de Tsunetomo en Jōchō) après la mort de son suzerain, le seppuku étant alors proscrit. 
Les deux premiers volumes rassemblent les préceptes du samouraï. Les trois volumes suivants sont consacrés à la gloire des fondateurs du clan Nabeshima et des daimyos du fief de Saga. Les six volumes restants racontent l'histoire de la province de Saga, les hauts faits de ses vassaux ou encore ceux de samouraïs étrangers, et enfin quelques histoires additionnelles.

## Histoire moderne
Pendant près de 150 ans, le Hagakure ne fut connu que des samouraïs du clan Nabeshima. Il fut découvert par le public durant l'ère Meiji qui débuta en 1868, mais ne commença à être réellement diffusé qu'au début du XXe siècle, jusqu'à devenir, durant les années 1930, l’ouvrage majeur sur le bushido.
Après la Seconde Guerre mondiale, il fut discrédité au Japon car accusé d’avoir mené la nation sur la voie du militarisme et du culte des dirigeants et, en fin de compte, à l’échec. Quoi qu’il en soit, le Hagakure demeure très populaire auprès des non-Japonais qui s’intéressent à la culture des samouraïs.
Il est utilisé comme guide par Ghost Dog, personnage principal (interprété par Forest Whitaker) du film Ghost Dog, la voie du samouraï de Jim Jarmusch sorti en 1999.

## Traductions
Le manuscrit original n'ayant pas été retrouvé, il n'existe donc pas de version princeps. Seules ont subsisté un peu plus d'une trentaine de copies manuscrites ayant circulé parmi les serviteurs du clan Nabeshima, présentant chacune des variantes (omissions, ajouts, erreurs de copie). Ainsi la traduction anglaise par Takao Mukoh (The Hagakure, A code to the way of the Samurai) est basée sur la copie Yamamoto qui est conservée à la bibliothèque de la préfecture de Saga. Celle de William Scott Wilson (The Book of the Samurai, Hagakure) se réfère quant à elle à la copie présentée dans le Nihon Shiso Taikei (Aperçu de la pensée japonaise, volume 26) intitulée « Mochiki Nabeshimake-hon ». Le choix de la copie ainsi que des extraits choisis (150 sections pour la première, 300 pour la seconde) présente des différences d'interprétation évidentes sur un certain nombre de points importants. En effet la première entend restituer l'esprit du texte dans un cadre japonais, s'appuyant sur les annotations du livre de Sagaru Wataru : Mikawa Monogatari ; Hagakure ; la seconde cherche à en présenter des aspects méconnus aux lecteurs occidentaux, puisant son inspiration dans l'étude de l'écrivain Yukio Mishima Hagakure nyūmon (Introduction à l'Hagakure). C'est d'ailleurs par cette dernière, traduite en français sous le titre Le Japon moderne et l'éthique samouraï (1967), qu'a été popularisé dans le monde occidental l'Hagakure. Une centaine de maximes, essentiellement tirées des deux premiers livres, y sont soumises à une lecture philosophique s'inscrivant dans une perspective tragique et patriotique : « La conception japonaise repose sur la ferme conviction que ce qui émane de la pure sincérité instinctive mène directement à un idéal qui mérite qu'on lutte et, si nécessaire, qu'on meure pour lui. »
La première traduction française fut publiée en 1984 par Guy Trédaniel, elle est due à M.F. Duvauchelle et correspond à un « choix délibéré » de maximes ayant trait au « devoir du samouraï » (autrement dit un bréviaire du combattant), fait par André Louka (spécialiste de karaté shorinji ryu), qui en a aussi écrit la préface. 
Après une compilation ordonnée des onze livres proposée par Josette Nickels-Grolier (2005), une version exhaustive, réalisée par Sébastien Raizer, est parue début 2011.

## Éditions
- Jōchō Yamamoto, Hagakure : Le Livre secret des samouraïs, Guy Trédaniel, 1999, 110 p. (ISBN 978-2-85707-144-0)
- Tsunetomo Yamamoto (trad. Josette Nickels-Grolier), Hagakure : Écrits sur la Voie du samouraï, Budo Éditions, 2005, 261 p. (ISBN 978-2-84617-097-0)
- Tsunetomo Yamamoto (trad. du japonais), La Voie du samouraï : Hagakure, Paris, Presses du Châtelet, 2010, 96 p. (ISBN 978-2-84592-308-9)
- Jōchō Yamamoto (trad. du japonais), Hagakure, Le Livre secret des samouraïs, Rosières-en-Haye, Camion Blanc, coll. « Camion Noir », 2011, 266 p. (ISBN 978-2-35779-108-4)
- Tsunetomo Yamamoto (trad. du japonais par Michel Faussurier), L'Art du samouraï : Le Hagakure de Yamamoto Tsunetomo, Paris, Guy Trédaniel, 2012, 272 p. (ISBN 978-2-8132-0512-4)
- (en) Tsunetomo Yamamoto (trad. William Scott Wilson (en)), Hagakure : The Book of the Samurai, Shambhala, 2012, 200 p. (ISBN 978-1-59030-985-8)